# Rivalta di Torino
Rivalta di Torino – miejscowość i gmina we Włoszech, w regionie Piemont, w prowincji Turyn.
Według danych na rok 2004 gminę zamieszkiwało 17 565 osób, 702,6 os./km².